# Новые Ключи (Томская область)
Но́вые Ключи́ — посёлок в Чаинском районе Томской области, Россия. Входит в состав Усть-Бакчарского сельского поселения.

## История
Чуть ниже по течению от современных Новых Ключей располагался исторический населённый пункт южных селькупов (группа сюсюкум/сюссыкум) — юрты Киндяровы (Кинзяровы, Эзенгуловы). Относились к Чаинской инородческой волости. Коренные жители — селькупы Эзенгуловы / Изергуловы / Изыргуловы. В 1859 г.: 5 хозяйств — 38 человек. В 1897 г.: 4 хозяйства — 15 человек.
Основан в 1909 году переселенцами из Сарапульского уезда Вятской губернии. По данным на 1926 года деревня Самодуровка состояла из 24 хозяйств, основное население — русские. В административном отношении входила в состав Бакчарского сельсовета Чаинского района Томского округа Сибирского края.

## Население
| 1926 | 1931 | 1940 | 1956 | 1995 | 1996 | 1997 |
| ---- | ---- | ---- | ---- | ---- | ---- | ---- |
| 107  | ↗130 | ↗197 | ↗378 | ↗399 | ↗403 | ↘392 |
| 1998 | 1999 | 2002 | 2010 | 2012 | 2013 | 2014 |
| ↗407 | ↘398 | ↘352 | ↗423 | ↘417 | ↘405 | ↘402 |
| 2015 | 2021 |      |      |      |      |      |
| ↘394 | ↗427 |      |      |      |      |      |

Национальный состав
Согласно результатам переписи 2002 года, в национальной структуре населения русские составляли 88 %.